# Danse des chevaliers
La Danse des chevaliers ou Montaigus et Capulets (Танец Рыцарей, en russe) est une célèbre composition de musique classique du ballet Roméo et Juliette (opus 64 acte I scène 13) composé en 1935 par Sergueï Prokofiev (1891-1953). Le ballet est adapté de la tragédie Roméo et Juliette de 1582 du dramaturge anglais William Shakespeare. Juliette Capulet et Roméo Montaigu se rencontrent pendant ce bal, où ils tombent éperdument amoureux l'un de l'autre et finissent tragiquement 

## Historique

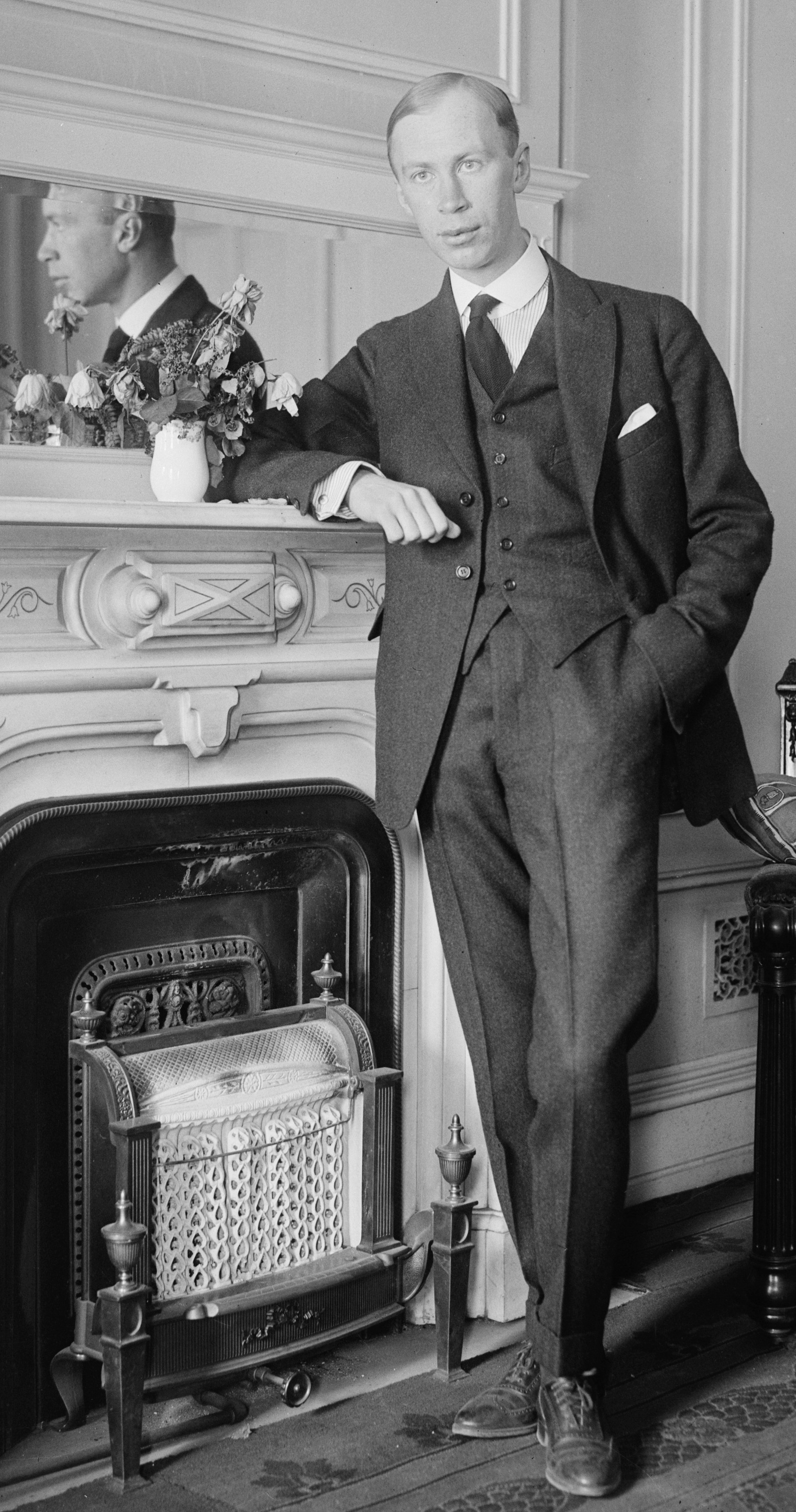
Sergueï Prokofiev vers 1918

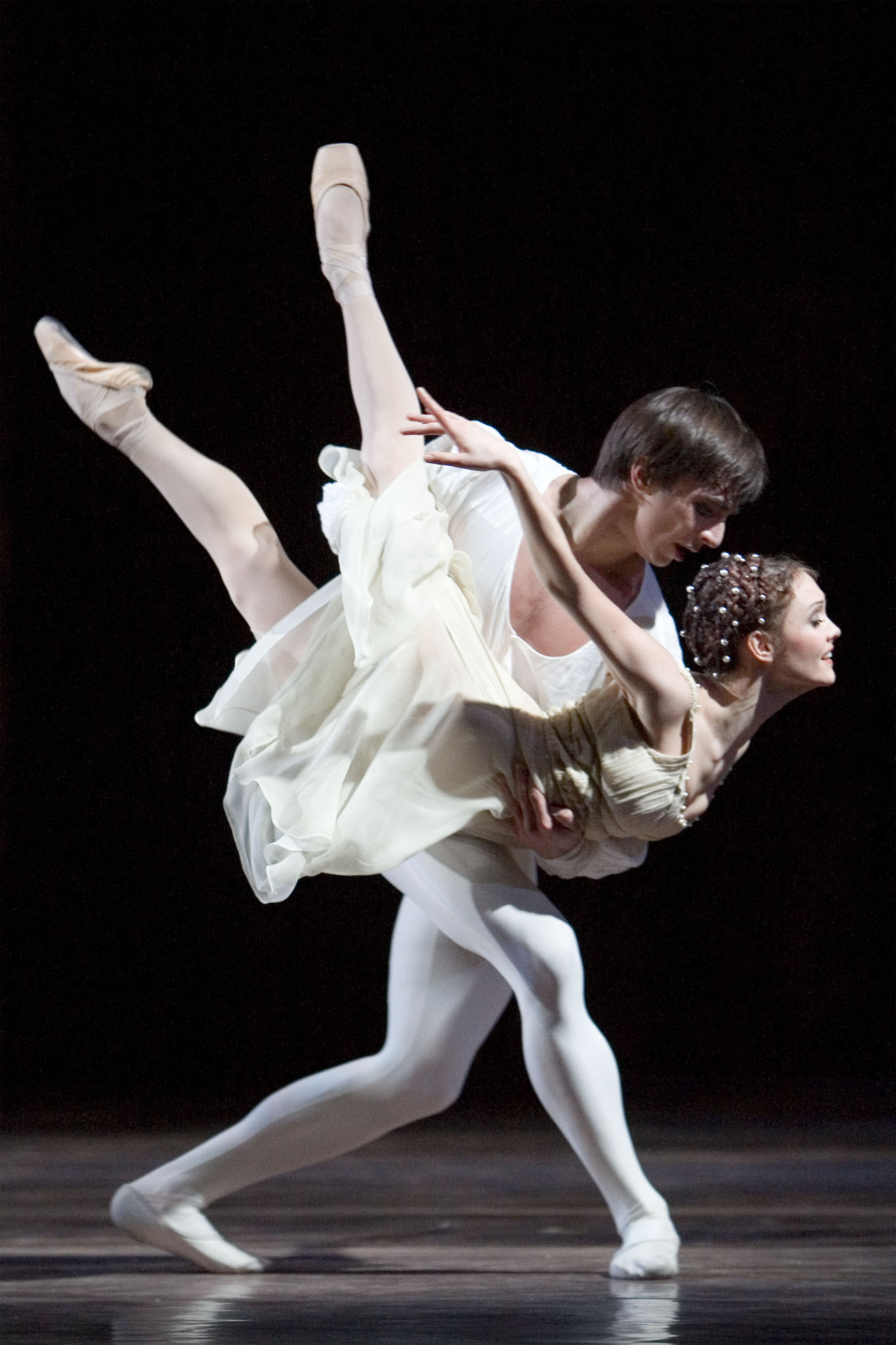
Roméo et Juliette (à l'Opéra royal de Stockholm en 2007)

Roméo et Juliette, au balcon de la maison de Juliette à Vérone

Cette œuvre allégorique majeure et complexe de Prokofiev, est commandée en 1934 par le théâtre Kirov de Léningrad. Prokofiev la compose finalement pour le théâtre Bolchoï de Moscou. La première a lieu avec succès le 30 décembre 1938 au théâtre Mahen de Brno en Tchécoslovaquie, après de nombreuses évolutions de l'œuvre originale (à la veille du Jour de l'an 1939, à la suite de l'annexion des Sudètes par l'Allemagne nazie, très sombres prémices du déclenchement de la seconde Guerre mondiale).
La Danse des Chevaliers a lieu lors d'un grand bal masqué donné par la famille Capulet de Vérone (puissante et imposante famille de Juliette Capulet, de la noblesse italienne gibelins, grande rivale historique de la puissante famille de la noblesse guelfes de Roméo Montaigu). Courtisée par de riches partis, éprise de son cousin Tybalt Capulet, promise contre son gré par son père au comte Pâris, Juliette rencontre Roméo à ce bal (invité secrètement par son ami Mercutio). Ils dansent ensemble et tombent alors éperdument amoureux l'un de l'autre. Tybalt reconnait Roméo sous son déguisement, et le provoque à mort en duel.
Les cuivres et percussions de l'œuvre de Prokofiev martèlent en cadence un lent et puissant battement de cœur métronomique, accompagnés par les cordes de l'orchestre symphonique, dont l'ambiance dramatique augure les terribles conséquences de cet amour éperdu interdit par les familles, et les drames à venir entre les prétendants de Juliette...
Roméo et Juliette s'épousent secrètement, contre les intérêts historiques, stratégiques, et politiques de leurs familles. Roméo fuit Vérone après la mort de son ami Mercutio et après avoir tué ses rivaux Tybalt, puis Pâris en duel. Juliette feint la mort avec une potion pour échapper et fuir sa famille. Roméo, qui ignore la feinte et la croit morte, met fin à ses jours à son tour, avant d’être rejoint dans cette fin tragique par Juliette à son réveil...

## Scène 4 deRoméo et Juliette
(Le bal des Capulets)
- Danse des Chevaliers
- Variation de Juliette
- Variation de Mercutio
- Pas de deux, Roméo et Juliette
- Tybalt reconnaît Roméo
- Départ des invités

## Cinéma et télévision
Cette œuvre célèbre est reprise dans de nombreux films et œuvres musicales, dont :
- 1979 : Caligula de Tinto Brass (bande originale du film)
- 1979 : La Marche impériale (Dark Vador Theme) de John Williams (thème musical de la saga Star Wars, inspiré de la Danse des Chevaliers de Prokofiev[4],[5],[6])
- 1986 : Mauvais Sang de Leos Carax (récurrence du thème en tant que répondeur d'Alex, puis plus tard de façon faussement aléatoire — confer les diverses interprétations des analyses filmiques)
- 1990 et 1993 : musique publicitaire pour le parfum Égoïste de Chanel[7],[8], de Jean-Paul Goude (Lion d'or du Festival international de la créativité de Cannes 1990)
- 2021 : Saison 2 de Why Women Kill, de Mark Cherry (scène où Alma, personnage principal se fait passer pour sa voisine)